# José Antonio Urbiola
José Antonio Urbiola Machinandiarena (Aoiz, 13 de abril de 1937 - 4 de abril de 2019) foi um advogado e político nacionalista basco. Era membro da executiva do Partido Nacionalista Basco (Euzkadi Buru Batzar) e foi presidente do conselho regional deste partido em Navarra (Napar Buru Batzar) desde 1992 até maio de 2004, e também membro do Herri Batasuna, formação com a qual se tornou vice-presidente do Parlamento de Navarra.